# Arctosa kwangreungensis
Arctosa kwangreungensis este o specie de păianjeni din genul Arctosa, familia Lycosidae, descrisă de Paik și Tanaka, 1986. Conform Catalogue of Life specia Arctosa kwangreungensis nu are subspecii cunoscute.